# Jerry Jones
Jerrel Wayne Jones, detto Jerry (Los Angeles, 13 ottobre 1942), è un dirigente sportivo statunitense, proprietario dei Dallas Cowboys (squadra di football della NFL) e dei Dallas Desperados (squadra di football della AFL).

## Biografia
Jones è nato a Los Angeles, California. Subito dopo la sua famiglia si è trasferita a North Little Rock, Arkansas. È stato running back alla North Little Rock High School ed in seguito ha giocato da guardia all'Università di Arkansas. Tra i suoi compagni c'erano Jimmy Johnson e Barry Switzer: entrambi verranno successivamente nominati capo allenatori dei Cowboys. Dopo vari insuccessi negli affari, ha iniziato esplorazioni di petrolio e gas in Oklahoma, e qui ha avuto un enorme successo (e ricchezza).
Jerry Jones è sicuramente più conosciuto per aver acquistato i Dallas Cowboys nel 1989. Da allora, oltre ad essere il proprietario, svolge anche il ruolo di general manager. Di tutti i proprietari nello sport professionistico Jones è considerato essere uno dei più coinvolti con la sua squadra. Viene visto sulla linea laterale ad ogni partita dei Cowboys. Nel 2017 è stato introdotto nella Pro Football Hall of Fame.